# Srbsko na Letních olympijských hrách 2012
Srbsko se účastnilo Letní olympiády 2012. Zastupovalo ho 115 sportovců (79 mužů a 46 žen) v 15 sportech.

## Medailisté
| Medaile | Jméno | Sport             | Soutěž                      |
| ------- | --- | ----------------- | --------------------------- |
| Zlato   | Milica Mandićová | Taekwondo         | ženy +67 kg                 |
| Stříbro | Ivana Maksimovićová | Sportovní střelba | ženy puška 50 m 3 x 20      |
| Bronz   | Andrija Zlatić | Sportovní střelba | muži 10 m vzduchová pistole |
| Bronz   | Slobodan Soro Aleksa Šaponjić Živko Gocić Vanja Udovičić Dušan Mandić Duško Pijetlović Slobodan Nikić Milan Aleksić Nikola Rađen Filip Filipović Andrija Prlainović Stefan Mitrović Gojko Pijetlović | Vodní pólo        | muži                        |